# Уиддоуз, Кэтлин
Кэтлин Уиддоуз (англ. Kathleen Widdoes; род. 21 марта 1939, Уилмингтон) — американская актриса, известная благодаря выступлениям на бродвейской сцене и ролям в дневных мыльных операх.
Уиддоуз родилась и выросла в Уилмингтоне, штат Делавэр, а в начале 1950-х переехала в Нью-Йорк, чтобы начать актёрскую карьеру. Её телевизионный дебют состоялся в 1958 году, с регулярной ролью в мыльной опере Young Dr. Malone. В последующие годы она имела роли второго плана в нескольких кинофильмах, включая «Группа» (1966), «Петулия» (1968), «Чайка» (1968) и «Вальс Мефистофеля» (1971) и «Дикари» (1972). В тот период она также была замужем за актёром Ричардом Джорданом.
Уиддоуз выступала во множестве театральных постановок на протяжении всего периода своей карьеры. В 1973 году она номинировалась на премию «Тони» за главную роль в пьесе «Много шума из ничего». В 1991 году она получила премию Obie, а в 2002 году номинировалась на «Драма Деск» за работу на офф-бродвейской сцене.
Начиная с конца 1970-х, Уиддоуз выступала в дневных мыльных операх. Она добилась наибольшего успеха благодаря роли Эммы Снайдер в «Как вращается мир», где Уиддоуз снималась с 1985 по 2010 год, вплоть до закрытия шоу. Роль принесла ей четыре номинации на Дневную премию «Эмми».

## Мыльные оперы
- Young Dr. Malone (1958-59)
- Другой мир (1978-80)
- Ryan’s Hope (1983)
- Как вращается мир (1985—2010)